# Contagio mortale
(dal prologo)
Contagio mortale (titolo originale The Plague Lords of Ruel) è un librogame dello scrittore inglese Joe Dever, pubblicato nel 1990 a Londra dalla Arrow Books e tradotto in numerose lingue del mondo. È il tredicesimo dei volumi pubblicati della saga Lupo Solitario nonché il primo della serie Grande Maestro Ramas. La prima edizione italiana, del 1991, fu a cura della Edizioni EL.

## Trama
Molti anni sono passati da quando Lupo Solitario ha sconfitto l'Arcisignore delle Tenebre Gnaag, liberando così il Magnamund da quella terribile minaccia: dopo la caduta di Helgedad, nel Regno delle Tenebre si scatena il caos totale, sfociato in un'autodistruttiva guerra civile, mentre il neo Grande Maestro Ramas si dedica alla ricostruzione del Monastero e del Nuovo Ordine Ramas.
Si profila un lungo periodo di pace e prosperità ma un nuovo, terrificante pericolo è in agguato... Nella sinistra fortezza di Mogaruith, i Druidi Ceneresi di Ruel stanno ultimando la creazione di un virus letale, che, se rilasciato nell'atmosfera, annienterebbe tutte le creature viventi del Magnamund eccetto quelle in possesso di uno speciale vaccino in mano ai Ceneresi stessi. Dopo aver superato l'infida Palude di Ruel, essere penetrato a Mogaruith, ed aver sconfitto l'Arcidruido Cadak, capo dei Ceneresi, Lupo Solitario riuscirà a distruggere il mortale virus, salvando ancora una volta il destino del Magnamund.

## Edizioni
- Joe Dever, Contagio mortale, traduzione di Laura Pelaschiar, collana Librogame, Edizioni EL, 1991,  cap. 350, ISBN 88-7068-329-X.